# 三正丁胺
三正丁胺（ TBA ）是示性式为(CH3CH2CH2CH2)3N的有机化合物。它是一种带有类似胺氣味的无色液体。

## 用途
三正丁胺在有机合成和聚氨酯之聚合反应中作為催化剂（布朗斯特鹼）和溶剂。